# Porenbrenner

Schema eines Porenbrenners: von unten strömt das Gas-Luft-Gemisch in die Reaktionszone

Ein Porenbrenner ist eine Bauform eines Gasbrenners. Bei ihm läuft die Verbrennungsreaktion des vorgemischten Brennstoff-Luft-Gemisches in einer porösen Struktur und nicht mehr in einer offenen Flamme ab.
Das Resultat ist ein glühender Schaum mit flammenloser, volumetrischer Verbrennung (bei volumetrischer Verbrennung findet die Reaktion in einem dreidimensionalen Volumen statt im Gegensatz zu einer flächigen Verbrennung, bei der diese in einer Flammenfront mit den Grenzflächen Brenngas und Sauerstoff abläuft). Es gibt weder Flamme noch herkömmlichen Brennraum mehr, sondern einen Reaktor, der aus einer großen Anzahl von kleinen, mit poröser Keramik oder anderen Strukturen gefüllten Teilen besteht. Dadurch können flächige, linienförmige oder 3D-geformte Brennereinheiten beliebiger Form, z. B. für thermisches Fügen oder Umformen, hergestellt werden.
Der Porenbrenner besteht aus zwei Zonen, einer Sperrzone mit kleinen Poren und der größeren Reaktionszone mit großvolumigeren Hohlräumen. Die schmalen Poren im porösen Brenner sind so gewählt, dass eine Entzündung des Gemisches nicht möglich ist. Ebenso dient es als Flammensperre, um Rückzündung und Flammenrückschläge bei niedrigen Beladungen oder niedrigen Gas-Luft-Strömen vorzubeugen. Im weiteren Reaktionsraum wird die Verbrennung stabilisiert. Die guten Wärmetransport-Eigenschaften des Mediums verhindern das Abheben der Flamme bei hohen Beladungen oder hohen Gas-Luft-Strömen. Daher ist die Reaktionszone immer an der Kontaktoberfläche zwischen den zwei Regionen. Da die Flammenabhebung und der Flammenrückschlag verhindert werden, kann die Leistung in einem weiten Bereich – um den Faktor 20 – moduliert werden. Es resultiert ein kompaktes, emissionsarmes Verbrennungssystem mit hoher Leistungsdichte und Energieeffizienz.
Während konventionelle Brennersysteme durch inhomogene, strömungsstabilisierte Reaktionszonen mit lokalen Temperaturspitzen und hohen Emissionen charakterisiert werden, erlaubt die Porenbrennertechnologie homogene Temperaturbereiche bei einer höheren Leistungsdichte mit einer größeren Dynamik sowie den Einsatz von Gasen mit niedrigem Heizwert (wie z. B. Deponiegas).
Die Porenbrennertechnologie ist eine Alternative zur konventionellen Technologie mit freier Flamme. Der Vorteil des Porenbrenners ist, dass er einen homogenen und stabilen Verbrennungsprozess in einem Reaktor zulässt, wodurch eine signifikante Beschleunigung der Verbrennungsreaktion erreicht wird. Außerdem kann durch Einsatz geeigneter Katalysatoren die Verbrennungstemperatur gesenkt werden, wodurch die Entstehung von Stickoxiden verringert wird und dadurch die für deren Reaktionsenthalpien verbrauchte Wärmeenergie eingespart werden kann und die Energieeffizienz geringfügig steigt.

## Einsatzgebiete
- Heizungen mit Gaskessel und Ölkessel in Kombination mit einem Verdampfer
- Thermoprozessindustrie (Industrieöfen, Stahl-, NE-Metallerzeugung, Glas- und Keramikindustrie, Thermoformen in der Kunststoffindustrie)
- Online-Regeneration von Dieselpartikelfiltern (DPF)
- Energieumwandlung für Blockheizkraftwerke und Stirlingmotoren